# 新疆天山雄鹰篮球俱乐部
新疆天山雄鹰篮球俱乐部，前身為新疆男籃青年隊，成立於1955年，曾在第十一届全国运动会位居第六名，2021年4月完成中国篮球协会註冊，始參加同年度全国男子篮球联赛賽事。